# Севастьянов, Константин Васильевич
Константин Васильевич Севастьянов 1918 г., с. Воскресенское, Волховский район Ленинградской области РСФСР, СССР — 1992 г., Киев, Украина) — советский военачальник. Участник Советско-финской войны, Великой Отечественной войны. Начальник Бакинского высшего общевойскового командного училища (1965—1970). Генерал-майор.

## Биография
Родился 2 октября  1918 года в селе Воскресенское Волховского района Ленинградской области. В РККА добровольцем с 1.8.1937 года.
Окончил Ленинградское Краснознамённое пехотное училище им. С. М. Кирова в 1939 году.
В Великую Отечественную войну участвовал в обороне Ленинграда и прорыве блокады  старшим офицером оперативного отделения штаба 67-й армии Ленинградского фронта.
Окончил Военную академию им. М. В. Фрунзе в 1949 году, Военную академию Генерального штаба им. К. Е. Ворошилова в 1960 году. Служил в Эстонии, Прикарпатье, Группе Советских войск в Германии, Средней Азии, Главном штабе Сухопутных войск СССР, Закавказье. С июля 1960 по май 1962 года командовал 71-й мотострелковой дивизией. С июля 1964 по июль 1965 года командовал 60-й мотострелковой дивизией 4-й армии Закавказского военного округа.
С 1965 по 1970 годы — начальник Бакинского высшего общевойскового командного училища им. Верховного Совета Азербайджанской ССР.
В 1970 году был направлен в Группу советских военных специалистов в Египте. С 1973 г. в отставке. Умер в Киеве 17 апреля 1992 года в результате болезни. Похоронен на Лукьяновском кладбище.

## Награды
- Два ордена Отечественной войны 1-й степени (11.06.1945)[2], (4.3.1985)[3];
- Орден Отечественной войны II степени(7.10.1944)[4]
- Два ордена Красной Звезды(13.02.1944)[5], (20.04.1953)[6]
- медаль За боевые заслуги(11.06.1947)[7]
- медаль За оборону Ленинграда(05.06.1943)[8]
- Медаль «В ознаменование 100-летия со дня рождения Владимира Ильича Ленина».
- Медаль «За победу над Германией в Великой Отечественной войне 1941—1945 гг.» (9 мая 1945[9])[10]
- Медаль «За укрепление боевого содружества».
- Медаль «Ветеран Вооружённых Сил СССР».
- Юбилейная медаль «Двадцать лет Победы в Великой Отечественной войне 1941—1945 гг.»
- Юбилейная медаль «50 лет Вооружённых Сил СССР».
- Юбилейная медаль «60 лет Вооружённых Сил СССР»[11].
- Юбилейная медаль «70 лет Вооружённых Сил СССР»[12].
- Медаль «За безупречную службу» I-й степени.
- Медаль «За безупречную службу» II-й степени.
- Медаль «За безупречную службу» III-й степени.
- Медали СССР [13].
- Иностранные медали.

## Память
- Его имя увековечено в Главном Храме Вооружённых сил России, и навсегда запечатлено на мемориале «Дорога Памяти»[14].